# Žebříkové schodiště

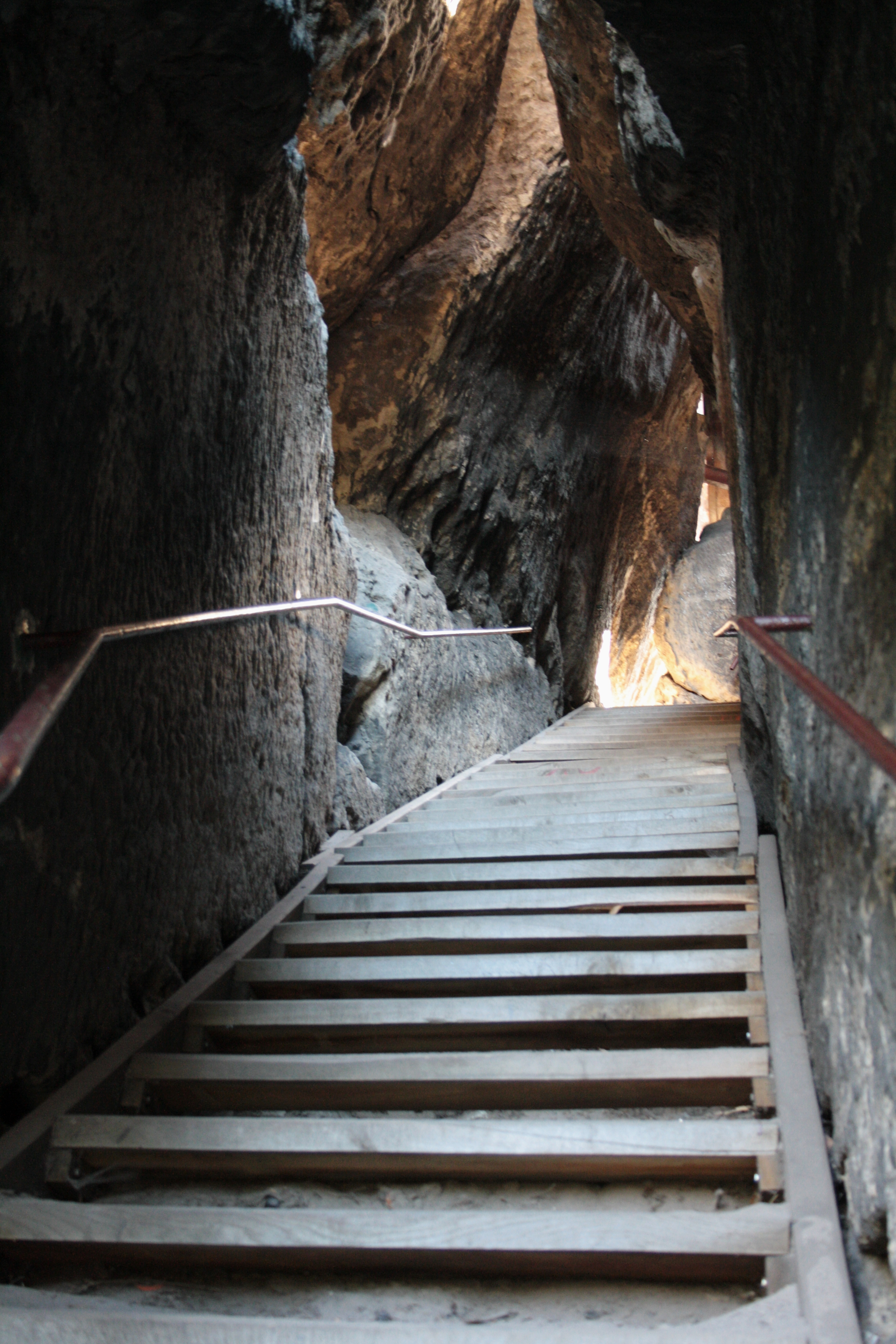
Žebříkové schodiště na Mariinu vyhlídku v Národním parku České Švýcarsko.

Žebříkové schodiště je schodiště, jehož sklon schodišťového stupně je od 45° do 58°, výšky stupňů 150 – 180 mm. Obvykle jsou to jednoramenná schodiště, kterých výška je jedno podlaží a šířka minimálně 550 mm. Mají většinou schodnicovou konstrukci a stupně jsou bez podstupnice. 
Žebříková schodiště se dělí
- výsuvná
- skládací